# 毛利久美
毛利久美 （MORI Kumi，1985年1月17日—），日本女子手球運動員，現為日本國家女子手球隊隊員。岡山縣出生，畢業於京山中学校、明誠学院高校及福岡教育大学。

## 簡歷
2010年11月，毛利久美代表日本出戰廣州亞運會，參加女子手球比賽項目，奪得銀牌。